# Alone in the Dark (2005)
Alone in the Dark ist die Verfilmung des gleichnamigen Computerspiels, orientiert sich aber am vierten Teil der Reihe. Regisseur ist Uwe Boll nach dem Drehbuch von Elan Mastai, Michael Roesch und Peter Scheerer, die Hauptrollen spielen Christian Slater und Tara Reid.

## Handlung
Privatdetektiv Edward Carnby reist auf der Suche nach übernatürlichen Phänomenen und rätselhaften Artefakten verschollener Zivilisationen um die ganze Welt. Auf der geheimnisvollen Insel Shadow Island findet er die Überreste der uralten Hochkultur der Abkani. Eines der Artefakte bringt er zu seiner Ex-Freundin Aline Cedrac in die USA, wo diese als Kuratorin in einem Museum arbeitet. Während sie mit der Analyse beginnt, taucht in dem Museum ein blutrünstiges Monster auf, das einen Mitarbeiter tötet.
Nun schaltet sich Commander Richard Burke, Einsatzleiter von Spezialeinheit 713, einer Geheimorganisation für paranormale Phänomene und Carnbys ehemaliger Chef, in die Ermittlungen ein. Die beiden geraten bald in einen Streit miteinander, müssen dann aber mit ansehen, wie weitere Ungetüme auftauchen und sich immer mehr Menschen in willenlose Zombies verwandeln. Schließlich raufen sie sich zusammen und versuchen, das von dem Artefakt erzeugte Portal zu vernichten, das in die fremde Dimension führt, in der die Horrorgeschöpfe beheimatet sind. Dabei scheint nicht nur Cedracs Chef, Professor Lionel Hudgens, gegen sie zu arbeiten, sondern auch eine geheimnisvolle Macht, der Carnby in seiner Kindheit begegnete.
Durch einen unterirdischen Gang gelangen sie unter eben jenes Waisenhaus, in dem Carnby früher gelebt hatte und welches nun das Nest der Zombies beherbergt. Beim Betreten eines alten Krankenzimmers wird klar, dass die Spezialeinheit 713 den Waisenkindern Würmer eingepflanzt hatte, um sie in Zombies zu verwandeln. Nachdem die drei eine Bombe im Nest der Zombies platziert haben, versuchen sie zu entkommen und die Bombe per Fernzünder explodieren zu lassen. Da die Bombe das Zündungssignal jedoch nicht empfangen kann, läuft Burke zurück und aktiviert sie per Hand. Die beiden anderen ergreifen widerwillig die Flucht, und die Detonation tötet alle Monster, die durch das Tor gelangt sind. Burkes Schicksal ist ungewiss.

## Hintergründe
Der Film ist eine Fortsetzung des vierten Teiles der Videospiel-Serie (Alone in the Dark: The New Nightmare), enthält aber Handlungselemente, die der Handlung der Videospiele widersprechen. Dies führte in Fankreisen zu Diskussionen, ob der Film zum Kanon der Serie gehört.

### Rezeption
Der Film wurde von den meisten Kritikern verrissen und von vielen als schlechtester Film des Jahres 2005 genannt; einige gingen sogar so weit, ihn als schlechtesten Film aller Zeiten zu bezeichnen. Dennoch war der Film ein finanzieller Erfolg, deswegen wurde auch ein zweiter Teil produziert (Alone in the Dark II, 2008).

### Soundtrack
Mehr als der eher unauffällige sinfonische Score-Anteil fällt der Metal-Anteil der Filmmusik auf, der den Film dominiert. Die deutsche Band Solution Coma steuerte das Titellied bei. Ebenfalls auf dem Soundtrack vertreten war das Lied Wish I Had An Angel der finnischen Band Nightwish. Neben diesen Bands steuerten szenebekannte Bands wie Dimmu Borgir, In Flames, Lacuna Coil, Cradle of Filth, Apocalyptica, Napalm Death, Agathodaimon und andere dem Soundtrack einen Song bei.
Executive Soundtrack Producer war Wolfgang Herold, der mit Uwe Boll in späteren Produktionen (Schwerter des Königs – Dungeon Siege und Far Cry) noch zusammenarbeitete.

## Auszeichnungen
2006 wurden Tara Reid als schlechteste Schauspielerin und Uwe Boll als schlechtester Regisseur für den Anti-Filmpreis Goldene Himbeere nominiert.

## Fortsetzung
Am 25. September 2008 erschien Alone in the Dark II als Verleihversion in den Videotheken. Uwe Boll fungierte hier allerdings nur noch als Produzent. Regie führten Michael Roesch und Peter Scheerer, die auch das Drehbuch schrieben. Der Nachfolger wurde als Direct-to-DVD-Film für Lionsgate Home Entertainment und Vivendi Visual Entertainment produziert. Die Kaufversion erschien am 28. November 2008 auf Video-DVD und Blu-ray-Disc. Darsteller sind Rick Yune, Dee Wallace, Jason Connery, Lance Henriksen und Ralf Moeller.

## Kritiken
- Das Lexikon des internationalen Films schrieb: „Die konfuse Handlung dient lediglich als Vorwand, die krude Ästhetik des Horror- und Splatterfilms der 1980er-Jahre wiederzubeleben. Eindimensionale Charaktere, primitive Schockeffekte und unverbundene Genremotive sind purer ,camp‘ und erschließen sich nur Eingeweihten.“[2]
- Cinema: „Trotz einiger ansehnlich inszenierter Actionsequenzen verhindern die hölzern vorgetragenen Plattitüden der stereotypen Charaktere und das selbstverliebte Schwelgen in Pyro-Effekten, dass sich (…) so etwas wie Spannung einstellt.“[3]
- Auch die Kritiker von Prisma winken ab: „Eine Schocker-Story vom Reißbrett: […] Regisseur Uwe Boll hat mit diesem Mist einmal mehr sein Unvermögen unter Beweis gestellt. [Es] entstand ein Film, bei dem man nach den ersten Sekunden bereits weiß, wie er weitergeht: langweilig und gefällig.“[4]